# Lenivci
Lenivci (znanstveno ime Folivora) je najuspešnejša skupina velikih sesalcev v Srednji in Južni Ameriki. Živijo na drevesih, prehranjujejo se z listjem.

## Delitev
Lenivci so razvrščeni v dve družini. Družina Megalonychidae ima po dva, Družina Bradypodidae pa po tri prste na sprednjih šapah, na zadnjih šapah pa imata 
obe družini po tri prste. Predstavniki obeh družin živijo na istem področju in sicer v tropskih gozdovih večjega dela Srednje in južne Amerike. Dvoprsti lenivci so za četrtino težji, razlikujejo se pa tudi v načinu življenja. Dvoprsti lenivci so aktivni ponoči, po navadi okoli 10 ur, triprsti lenivci pa so aktivni 7,6 ure na dan, tudi podnevi. Tekmovalnost med obemi vrstami je zelo velika in na istem območju ne morejo živeti, čeprav se njihovi teritoriji včasih prekrivajo. Tako dvoprsti kot triprsti lenivci imajo nizko telesno temperaturo od 30-34 °C, ki se zniža v hladnejšem delu dneva, ko je vlažno vreme in tedaj, ko žival ni aktivna. Ta lastnost jim prihrani energijo. Njihovo mišičje pa je tako okrnjeno, da drgetati niso sposobni. Zato obe vrsti, tako dvoprsti kot triprsti lenivci, izbirata visoka drevesa z nezakritimi krošnjami in uravnavata svojo telesno temperaturo s premikanjem na sonce in v senco. 

### Vrste lenivcev
- Red Pilosa
  - Podred Folivora
    - Družina Bradypodidae
      - Rod Bradypus (triprsti lenivci)
        - Bradypus pygmaeus
        - Bradypus torquatus lenivec ovratničar
        - Bradypus tridactylus bledovrati triprsti lenivec
        - Bradypus variegatus rjavovrati triprsti lenivec

    - Družina Megalonychidae
      - Rod Choloepus (dvoprsti lenivci)
        - Choloepus didactylus linejev dvoprstni lenivec ali unau
        - Choloepus hoffmanni hofmanov dvoprsti lenivec

## Zgradba telesa
Lenivci imajo okroglo glavo in sploščen obraz; imajo majhne uhlje, ki so skriti med dlako. Od drugih sesalcev, ki živijo na drevesih, se razlikujejo po preprostem zobovju: imajo 5 zgornjih meljakov in 4 spodnje. Razlikujejo se tudi po izjemno preoblikovanih dlaneh in stopalih, ki se končajo z 8-10 cm dolgimi ukrivljenimi kremplji. Kožuh je sestavljen iz goste, mehke podlanke in iz daljše, ščetinaste dlake, ki je zelenkaste barve. Prav zaradi dlake se lahko skrijejo v drevesnih krošnjah. Tako barvo dajeta kožuhu dve vrsti modrozelenih alg, ki rastejo v vzdolžnem kanalu dlak. Lenivci imajo velike večdelne želodce, v katerih prebivajo bakterije, ki sodelujejo pri prebavi celuloze. Njihovo črevesje je sorazmerno kratko, in lahko traja tudi dlje kot 1 mesec, da prebavijo poln želodec. Blato in seč izločajo le enkrat na teden, vedno na istem mestu: na tleh ob drevesih.

## Parjenje
Lenivci se parijo celo leto, je pa tudi izjema (bledovrati triprsti lenivec), ki se pari le po deževni dobi, med julijem in septembrom. Kotijo na drevju, vedno le po enega mladiča, ki mu mati pomaga do seskov. Sesajo le mesec dni, listje pa lahko pričnejo jesti že prej. Mati prenaša mladiča 6-9 mesecev, ta pa tedaj smuka listje iz njenega naročja. Če se ločita, se mladič oglaša z jasnimi in glasnimi žvižgi. Ko mladič preneha sesati, mati odstopi mladiču del svojega domovanja, mladič pa podeduje tudi njen okus pri izbiri listja določene vrste drevja. Podedovana izbirčnost je pomembna, saj omogoča lenivcem preživetje na istem območju aktivnosti, ne da bi bili prisiljeni tekmovati za prostor ali hrano. S tem je dosežena izjemna številčnost te skupine. Dvoprsti lenivci so zreli dokaj pozno: samice pri treh, samci pa pri štirih do petih letih starosti.

## Družbeni odnosi
Odrasle živali so po navadi samotarji. Samci opozarjajo na svojo prisotnost tako, da veje označijo z izločki zadnjičnih žlez, mesta, ki jih uporabljajo za »stranišče«, pa s svojim ostrim vonjem usmerjajo k prostoru za zmenke. Triprsti lenivci se oglašajo z vreščečim »ai-ai« žvižgi skozi nos, dvoprsti lenivci pa sikajo, če so vznemirjeni.